# Cascada Powerscourt
La cascada Powerscourt (en irlandés: Eas Chúirt an Phaoraigh y en inglés: Powerscourt Waterfall) se halla cerca de Enniskerry, condado de Wicklow, en Irlanda, en un valle bañado por el río Dargle y rodeado por las Montañas Djouce y el Pan de Azúcar Grande (Ó Cualann also Beannach Mhór; Great Sugar Loaf). Con una altura de 121 metros (397 pies), es la cascada más alta de la isla.
La cascada y el valle circundante son propiedad de Powerscourt Estate.
En agosto de 1821, durante la visita del rey Jorge IV a Irlanda, Richard Wingfield, quinto vizconde de Powerscourt, decidió  construir una presa cerca de la cascada.